# Bernhard von Bentheim
Bernhard von Bentheim (* 1330; † 2. November 1421 in Bentheim) regierte die Grafschaft Bentheim von 1364 bis 1421 und war Dompropst im Domkapitel Münster.

## Leben

### Herkunft und Familie
Bernhard von Bentheim wurde als Sohn des Grafen Johann I. von Bentheim († 1333) und der Mechthild von der Lippe († 1366) geboren. Der Ursprung seiner Familie lag in dem Geschlecht der Gerulfinger, den ersten Grafen in (West-)Friesland und Holland. Bernhard hatte sechs Geschwister, darunter Simon (Simon I., Graf von Bentheim) und die beiden Dompröpste Otto und Christian.
Bernhard war nach seinem Amtsverzicht in erster Ehe mit Gertrud von Dorte, in zweiter Ehe mit Pyronetta von Steinfurt verheiratet. Beide Ehen blieben kinderlos, so dass er als letzter Regent der Linie Bentheim aus dem Hause Holland gilt. Damit ist die Linie im Mannesstamme ausgestorben.

### Werdegang und Wirken
Bernhard war im Besitz der Vikarie in Schüttorf, als er am 19. August 1361 von seinem Bruder Christian im Tausch die Dompropstei Münster erhielt. Nach vier Jahren gab er sein Amt an seinen Bruder zurück, um die Regierung in der Grafschaft Bentheim von seinem Bruder Otto zu übernehmen. Er war maßgeblich an der Gründung des Klosters Frenswegen beteiligt und verlieh im Jahre 1369 Neuenhaus das Stadtrecht und im Jahre 1379 auch Nordhorn.
Nach seinem Tode wurde er vor dem Hochaltar der Klosterkirche Frenswegen bestattet.